# 1987

## أحداث

### يناير

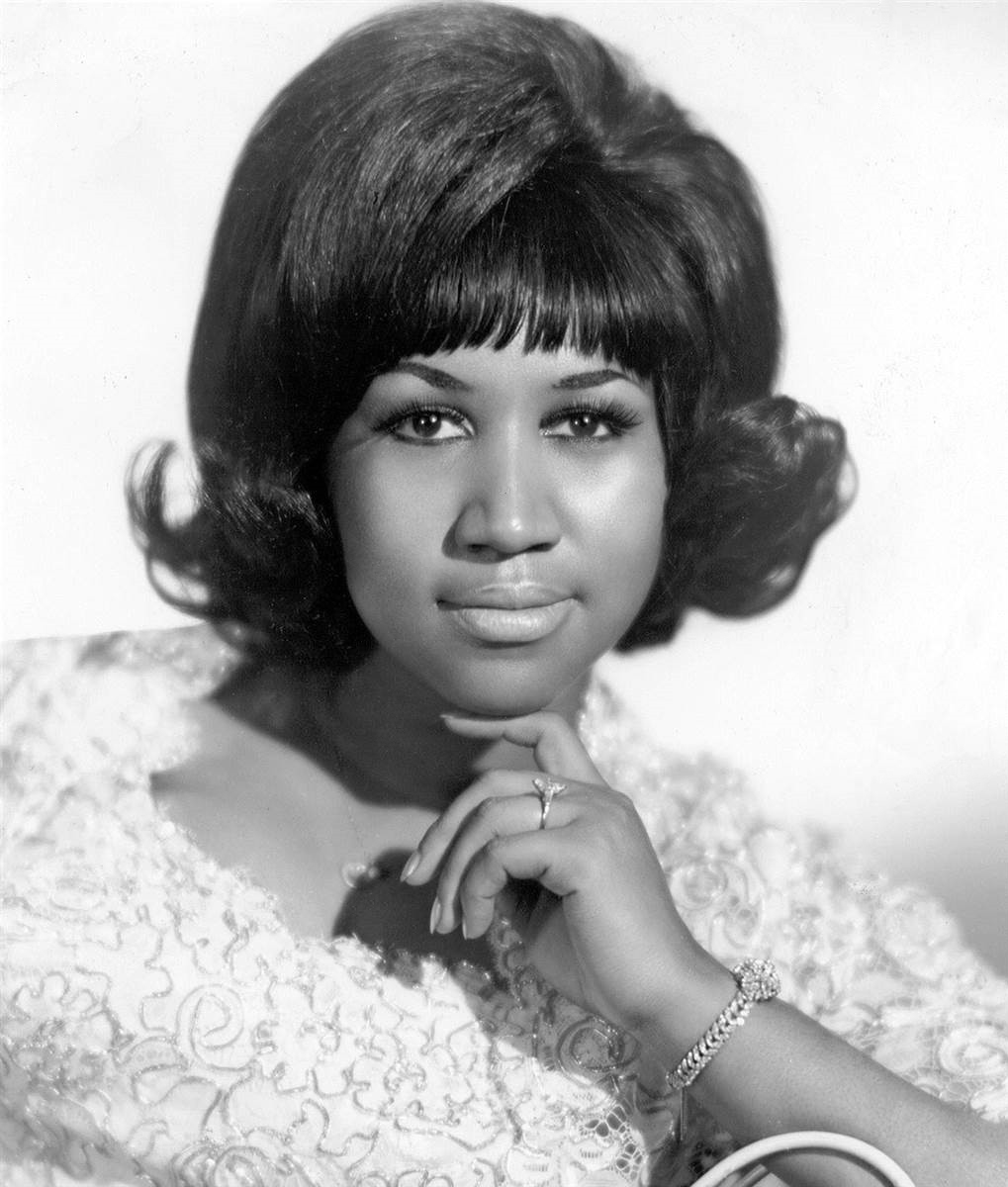
3 يناير - أريثا فرانكلين أول مغنية يخلد اسمها في الصالة الفخرية للروك آند رول

- 2 يناير – الصراع التشادي الليبي – معركة فادا: الجيش التشادي يدمر فرقة مدرعات ليبية.
- 3 يناير – المغنية الأمريكية أريثا فرانكلين تصبح أول امرأة يخلد اسمها في الصالة الفخرية للروك آند رول.
- 4 يناير – اصطدام قطار ميريلاند 1987 – قطار تابع لشركة أمتراك في طريقه من واشنطن، يصطدم بقاطرات تابعة لشركة كونريل، في مدينة تشيس في ولاية ميريلاند الأمريكية، ومقتل 16 شخص.
- 5 يناير – الرئيس الأمريكي رونالد ريغان يخضع لعملية جراحية في البروستاتا، ويثير التكهنات بخصوص لياقته الجسدية للاستمرار في منصبه.
- 8 يناير – مؤشر داو جونز الصناعي ولأول مرة في تاريخه يغلق فوق حاجز 2000 نقطة.
- 13 يناير – زعيم المافيا في نيويورك أنتوني ساليرنو (الملقب بـ«فات توني» أو توني السمين)، وكارمين بيروشيا، يحكم عليهما بالسجن لمدة 100 سنة بتهمة الابتزاز.
- 15 يناير – هو ياوبانغ الأمين العام للحزب الشيوعي الصيني يُجبر على التقاعد بسبب تيار المحافظين في الحزب.
- 16 يناير – ليون فيبريس كورديرو رئيس  الإكوادور، يُختطف على يد موالين للجنرال المسجون فرانك فراغاس، والذين طالبوا بإطلاق سراحه، ونجحوا في ذلك.
- 20 يناير – اختطاف المبعوث الخاص لرئيس أساقفة كانتربيري إلى  لبنان تيري ويت في بيروت (وسيطلق سراحه في نوفمبر 1991).
- 22 يناير – وزير الخرانة في ولاية بنسلفانيا روبرت باد دواير ينتحر بإطلاق النار على نفسه بمسدس، أثناء مؤتمر صحفي متلفز، بعدما أدين بتهم الرشوة والتزوير والتآمر والابتزاز.
- 28 يناير – وزارة الخارجية الأمريكية تلغي جوازات السفر إلى لبنان أو عبر لبنان لأسباب أمنية. سيرفع الحظر في عام 1997.
- 29 يناير – وليام كيسي ينهي مدته في منصب مدير وكالة الاستخبارات الأمريكية سي آي ايه.
- 31 يناير – إغلاق آخر متاجر أورباكز Ohrbach's في مدينة نيويورك بعد وجود دام 64 عاماً.

### فبراير
- 11 فبراير –
  - خصخصة الخطوط الجوية البريطانية «بريتش إيروايز» وإدراجها في بورصة لندن.
  - الدستور الفلبيني الجديد يدخل حيز السريان. وقد أضيفت فيه مواد تعتبر اللغة العربية والإسبانية لغات اختيارية.
- 20 فبراير –  الولايات المتحدة: قنبلة ثانية للمتطرف الملقب بـ «أونابومبر» Unabomber تنفجر في متجر حواسيب في مدينة سولت ليك، وإصابة مالك المتجر.
- 22 فبراير - تأسيس جمهورية إثيوبيا الشعبية الديمقراطية، والتي استمرت حتى عام 1991.
- 23 فبراير – إمكانية رؤية النجم السوبرنوفا (إس إن 1987 ايه) وهو أول نجم سوبرنوفا يرى بالعين المجردة منذ عام 1604.
- 25 فبراير – بداية حركة احتجاجات «حرب الفوسفوريت» في  إستونيا المحتلة من قبل  الاتحاد السوفيتي.
- 26 فبراير – فضيحة إيران كونترا: لجنة تاور توجه اللوم للرئيس رونالد ريغان، لعدم سيطرته على موظفيه في مجلس الأمن القومي.

### مارس

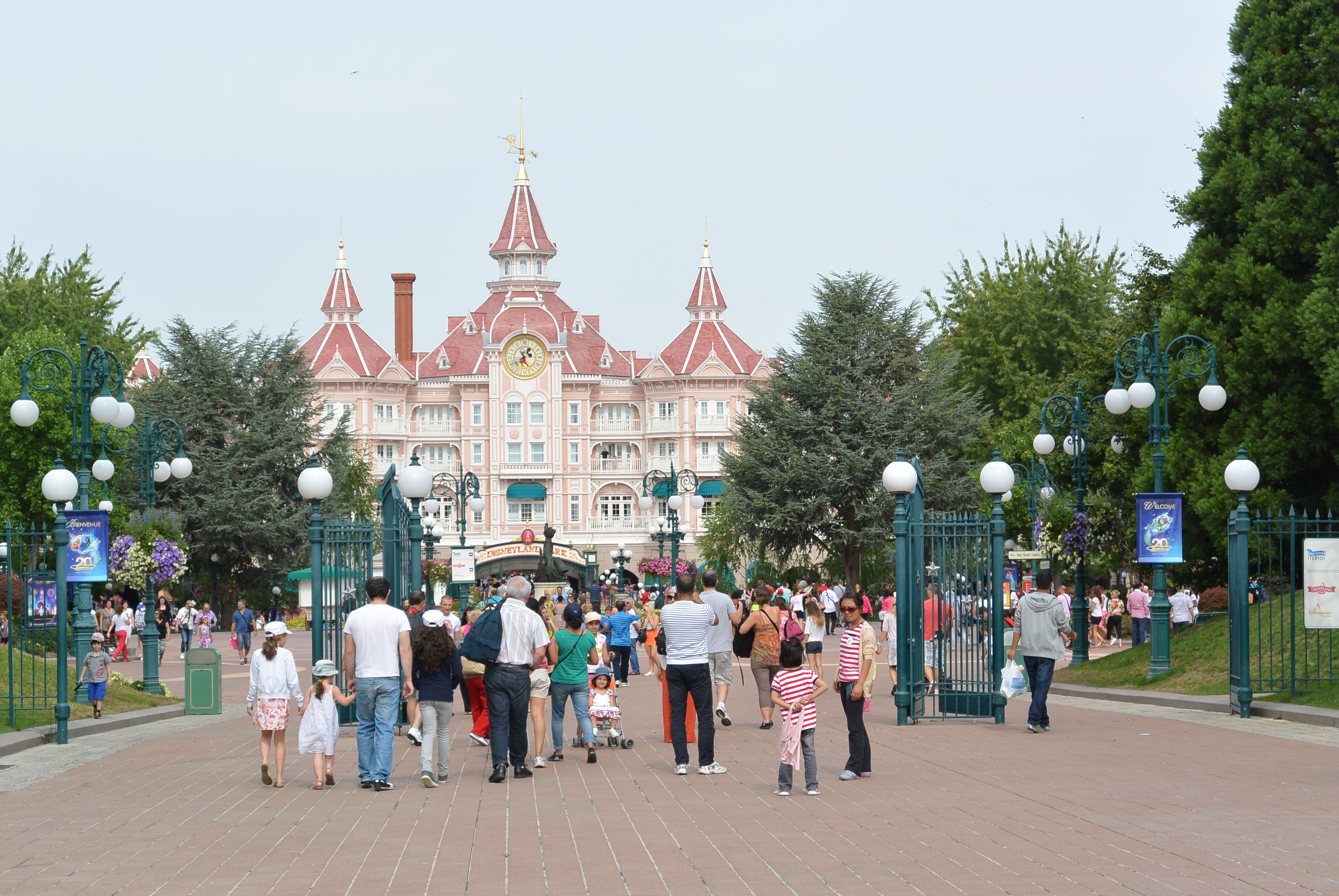
24 مارس - توقيع اتفاق بين شركة والت ديزني وفرنسا لإنشاء مدينة ملاهي ديزني لاند باريس (في الصورة)

- 2 مارس – شركة كرايسلر تستحوذ على شركة أمريكان موتورز.
- 3 مارس – المغني إيزي إي يصدر أول أغانيه «بويز أن ذا هود» Boyz-n-the-Hood.
- 4 مارس – الرئيس الأمريكي رونالد ريغان يوجه خطاباً للشعب الأمريكي بخصوص فضيحة إيران – كونترا، معترفاً أنه عروضه على  إيران تم تحريفها لتتحول إلى صفقة أسلحة مقابل رهائن.
- 6 مارس – كارثة زيبروج: العبارة إم إس هيرالد أوف فري، تغرق في ميناء زيبروج ومقتل 193 شخص.
- 7 مارس – مذبحة ليو 1987: الجيش الصيني يعدم 19 لاجئاً فيتنامياً أعزل على شاطئ دونغ غانغ في ليو في كينمن في قبالة البر الرئيس للصين.
- 9 مارس – فرقة يو تو U2 تصدر ألبومها «ذا جوشوا تري» The Joshua Tree.
- 18 مارس – سباق الفيزياء Woodstock of Physics: وهذا اسم يطلق على جلسة ماراثونية للجمعية الفيزيائية الأمريكية، قدمت فيه 51 عرضاً بخصوص علم الموصلات الفائقة عالية الحرارة.
- 20 مارس – عقار (ايه زد تي) AZT يحظى بالموافقة من قبل إدارة الغذاء والدواء للولايات المتحدة للاستخدام في علاج فيروس الإيدز.
- 24 مارس – الرئيس التنفيذي لشركة والت ديزني مايكل إيزنر، ورئيس الوزراء الفرنسي – والذي سيصبح رئيساً للجمهورية لاحقاً – جاك شيراك، يوقعان اتفاقاً لإنشاء منتجع يورو ديزني على مساحة 19 كم مربع (ويسمى الآن ديزني لاند باريس) ولتطوير منطقة فال دوروب Val d'Europe ضمن المدينة الجديدة مارن لا فالي في باريس في  فرنسا.
- 29 مارس –
  - الاتحاد العالمي للمصارعة ينظم مسابقة راسلمانيا 3 من ملعب سيلفردوم في بونتياك في ميشيغان. اشتهر الحدث بالرقم القياسي لعدد الحضور وهو 93.173 وهو أكبر رقم مسجل لجمهور داخل ستاد رياضي مغطى في أمريكا الشمالية في ذلك الوقت، حتى 14 فبراير 2010 حين حطمت هذا الرقم مباراة كرة السلة «مباراة كل النجوم في الإن بي إيه عام 2010» بحضور يقدر بـ 108.713 شخص في ستاد إيه تي آند تي.
  - حدوث كسوف كلي للشمس: وكان ثاني كسوف كلي يحدث في أقل من عام، والأول كان في 3 أكتوبر 1986. وكان مرئياً بشكل جزئي في الأرجنتين والجابون وغينيا الاستوائية والكاميرون وجمهورية أفريقيا الوسطى والسودان وإثيوبيا وجيبوتي وشمال الصومال، ومرئياً بشكل كلي في المحيط الأطلنطي، ودام مدة قدرها 7.57 ثانية.
- 30 مارس – حفل جوائز الأكاديمية التاسع والخمسين (الأوسكار) يعقد في لوس أنجلس، ويفوز فيلم «فصيلة» Platoon بجائزة الأوسكار لأفضل فيلم. وهو من إخراج أوليفر ستون.
- 31 مارس – رئيسة الوزراء البريطانية مارغريت ثاتشر تجري حواراً على التلفزيون السوفيتي مدته خمس وأربعون دقيقة.

### أبريل
- 3 أبريل – افتتاح فندق وكازينو شوبوت Showboat لأول مرة في مدينة نيوجرسي الأمريكية.
- 13 أبريل –  البرتغال و الصين توقعان اتفاقاً يقضي بإعادة مدينة ماكاو (التي كانت مستعمرة برتغالية) إلى الصين في عام 1999.
- 19 أبريل – مسلسل الرسوم المتحركة «عائلة سيمبسون» The Simpsons الأمريكي الشهير، يعرض لأول مرة كمقاطع قصيرة ضمن برنامج «ذا تريسي أولما شو».
- 21 أبريل –  سريلانكا: تفجيرات في محطة الحافلات الرئيسية في العاصمة كولومبو تقتل 113 مدنياً.
- 25 أبريل – شركة جابان هومو فيديو تصدر فيلم الرسوم المتحركة «المدينة الشريرة» Wicked City. في صالات السينما.
- 27 أبريل – وزارة العدل الأمريكية تعلن أن رئيس  النمسا كورت فالدهايم شخصاً أجنبياً غير مرغوب فيه.
- 30 أبريل – 30 أبريل – رئيس الوزراء الكندي برايان مولروني ورؤساء وزراء المقاطعات يتفقون مبدئياً على «اتفاق بحيرة ميتش» الذي سيجعل مقاطعة كيبيك تعترف بالتعديلات الدستورية لعام 1982 من خلال النص على بعض اللامركزية في الاتحاد الكندي.

### مايو

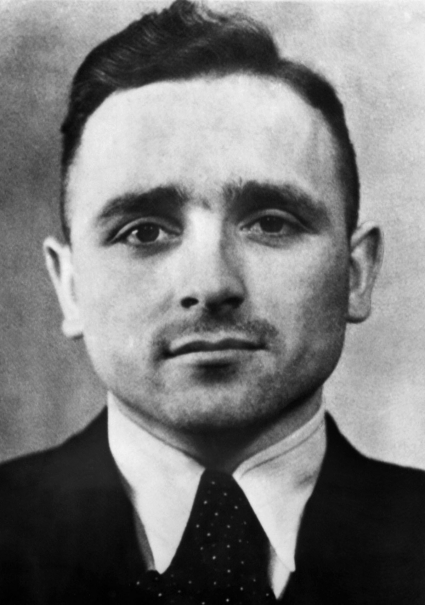
11 مايو - محاكمة النازي كلاوس باربي الملقب بسفاح ليون

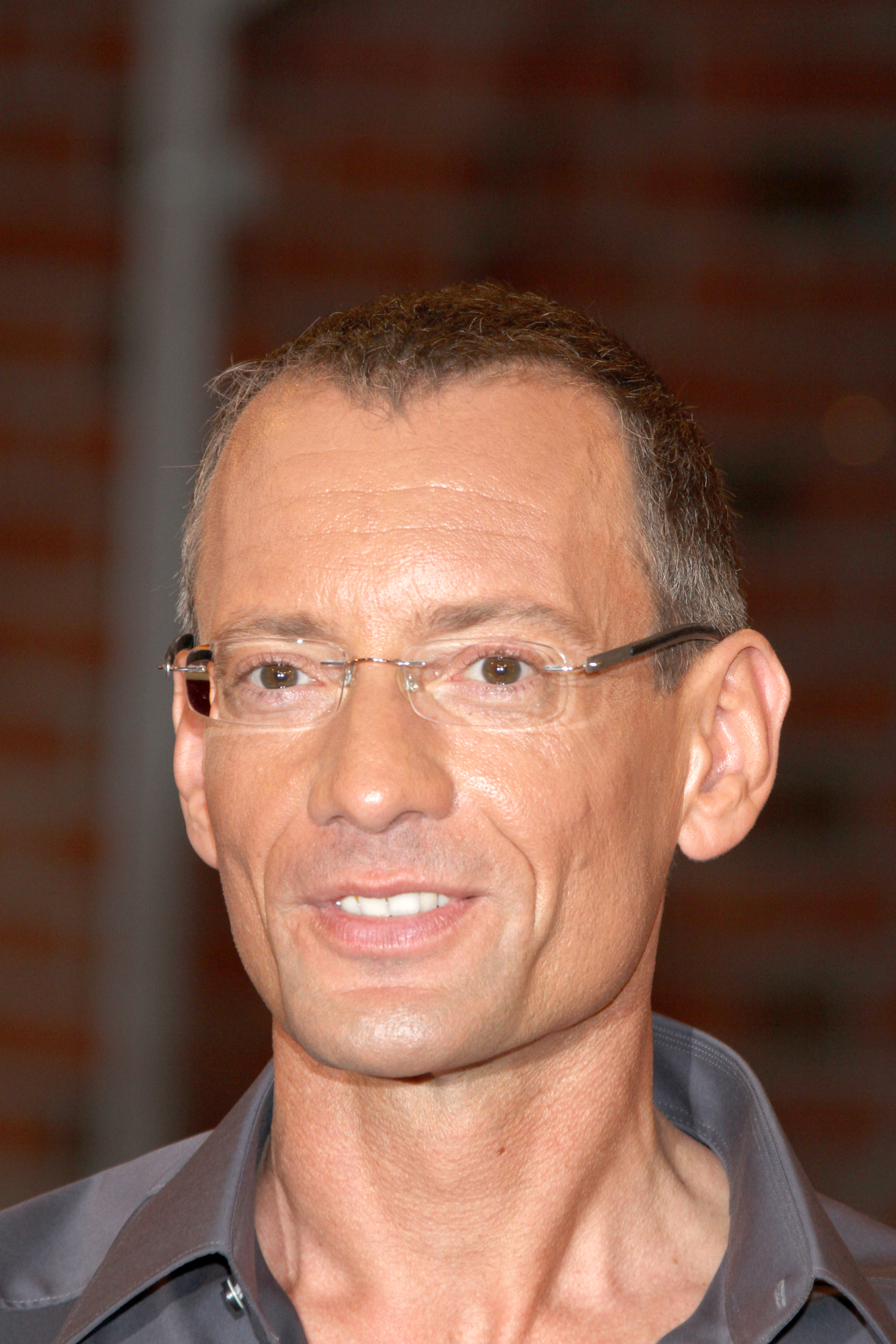
28 مايو - ماتياس روست طيار هاوي من ألمانيا الغربية ينجح في الهبوط في الميدان الأحمر في موسكو

- 8 مايو – كمين لوغول: قوة مكونة من 24 عنصراً من القوات الخاصة في الجيش البريطاني، تدبر كميناً لثمانية عناصر من الجيش الجمهوري الأيرلندي الانفصالي، أثناء قيامهم بالهجوم على حواجز شرطة رويال أولستر. وقتل جميع عناصر الجيش الجمهوري الأيرلندي بالإضافة إلى مدني واحد.
- 9 مايو – طائرة من نوع إليوشين أي إل 62 (سوفيتية الصنع) والتابعة لشركة طيران لوت بوليش إيرلاينز، تتحطم في غابة خارج مدينة وارسو، ومقتل جميع ركابها وعددهم 183.
- 11 مايو – محاكمة النازي كلاوس باربي في مدينة ليون الفرنسية بتهم جرائم حرب ارتكبت خلال الحرب العالمية الثانية. وكان يعمل في صفوف قوات الجستابو (الشرطة النازية السرية) أثناء الحرب العالمية الثانية. يعتبر مسؤولاً عن الكثير من المذابح ضد المدنيين وأُطلق عليه لقب سفاح ليون.
- 14 مايو – سيتيفيني رابوكا ينفذ انقلاباً دموياً في  فيجي.
- 17 مايو – ضرب السفينة الأمريكية يو إس إس ستارك بصاروخين من نوع إكزوست إيه إم 39، من الجانب العراقي، ومقتل 47 بحاراً.
- 22 مايو –
  - وقوع مذبحة هاشمبورا ضد المسلمين في مدينة ميروت بولاية أتر برديش في الهند.
  - انطلاق أول كأس عالم للرجبي في تاريخ اللعبة في  نيوزيلندا ، بمباراة افتتاحية بين  إيطاليا و نيوزيلندا في ستاد إيدن بارك أكبر استاد رياضي في أوكلاند في نيوزيلندا.
- 24 مايو – السائق آل أونسر يفوز بسباق إنديانابولس 500، ويصبح ثاني لاعب في التاريخ يفوز بهذا السباق أربع مرات. وكان هذا وهو في سن السابعة والأربعين.
- 27 مايو – الاحتفال بمرور خمسين سنة على افتتاح جسر البوابة الذهبية (غولدن جيت بريدج Golden Gate Bridge)، وشهد الاحتفال حشوداً ضخمة من البشر بلغ عددهم أكثر من ثمانمائة ألف شخص، ضمن أكثر التجمعات كثافة في التاريخ الإنساني.
- 28 مايو – ماتياس روست الطيار من  ألمانيا الغربية، والبالغ من العمر ثمانية عشر عاماً، يتخطى الدفاعات السوفيتية ويهبط بطائرة خاصة في الميدان الأحمر في موسكو. واعتقل على الفور، وأطلق سراحه في 3 أغسطس 1988.

### يونيو

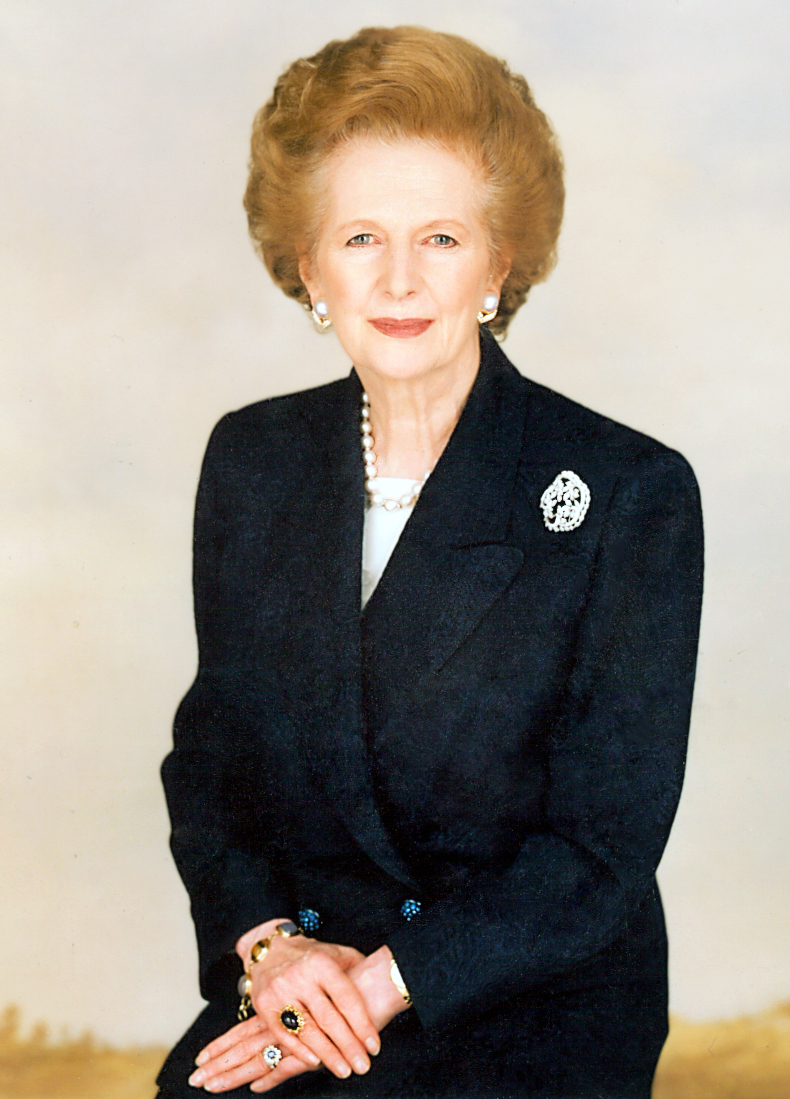
11 يونيو - انتخاب مارغريت ثاتشر لفترة ثالثة بعد فوز حزب المحافظين البريطاني في الانتخابات البرلمانية

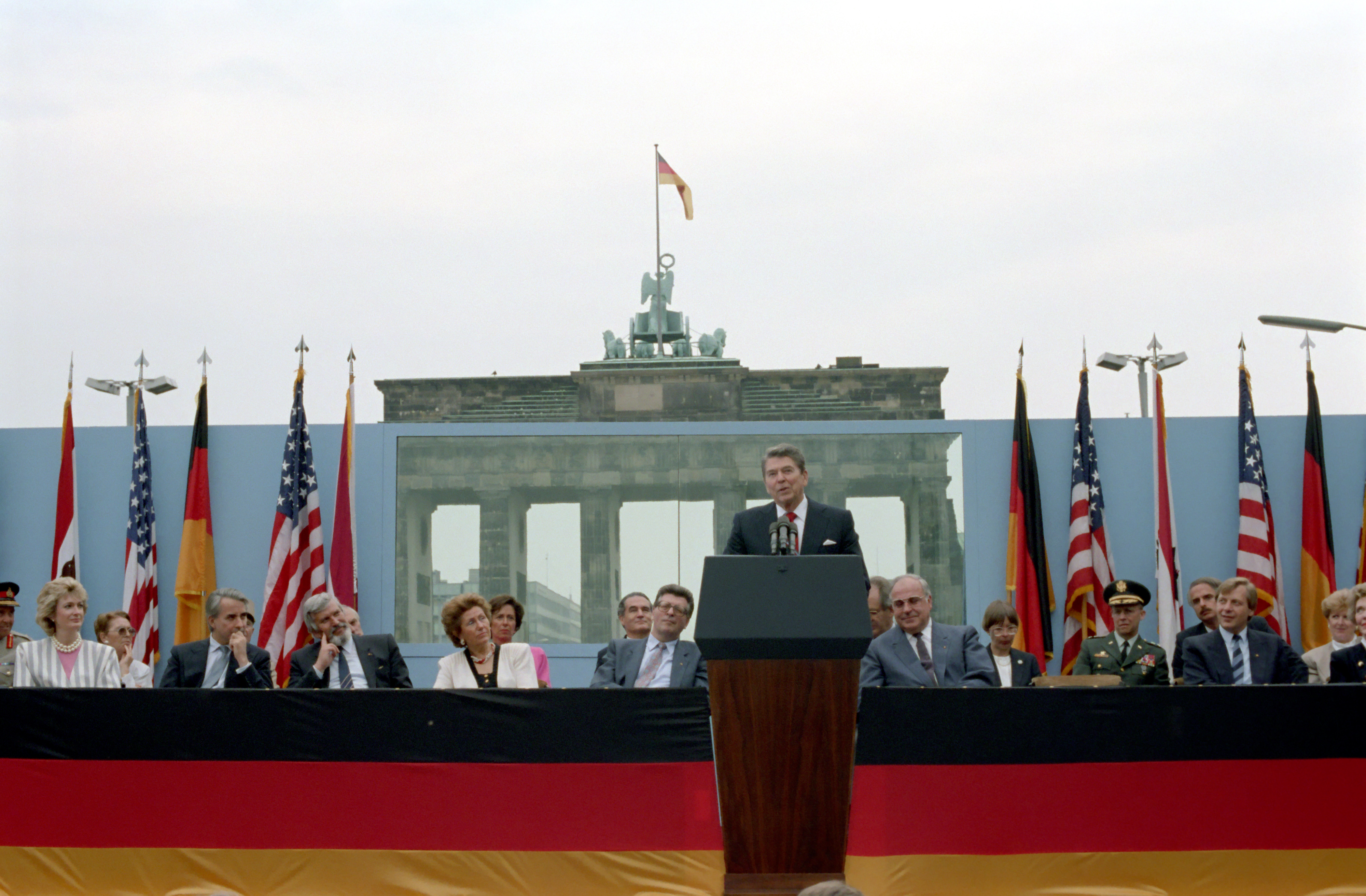
12 يونيو - رونالد ريغان يلقي خطابه الشهير أمام جدار برلين

- 3 يونيو – تأسيس حزب العمال في فانواتا.
- 8 يونيو – نيوزيلندا: تمرير قانون «مراقبة الأسلحة ونزعها ومناهضة الأسلحة النووية»، وهو أول قانون من نوعه في العالم. ويهدف إلى رسم سياسة نيوزيلاندا بشان الأسلحة النووية والبيولوجية.
- 11 يونيو – حزب المحافظين البريطاني بزعامة مارغريت ثاتشر يفوز بالانتخابات البرلمانية لعام 1987، وإعادة انتخاب مارغريت ثاتشر لفترة ثالثة.
- 12 يونيو – الرئيس الأمريكي رونالد ريغان يلقي خطابه الشهير أمام جدار برلين، ويطالب الرئيس السوفيتي ميخائيل غورباتشوف بهدم الجدار.
- 17 يونيو – انقراض عصفور البحر الداكن dusky seaside sparrow.
- 19 يونيو –
  - تيدي سيمور يصبح أول رجل أسود يبحر حول العالم بمفرده، حين أكمل إبحاره ووصل إلى مدينة فريدريكستيد في سان كروا في جزر العذراء الأمريكية.
  - قضية إدواردز ضد أغيلارد: المحكمة العليا في الولايات المتحدة تصدر حكماً بعدم دستورية قانون أصدرته ولاية لويزيانا ينص على إلزام المدارس العامة بتدريس مبدأ الخلق الإلهي حين تدريس نظرية التطور لداروين.
  - تفجير هايبركور: منظمة إيتا الانفصالية في إقليم الباسك، تنفذ هجوماً بسيارةٍ مفخخة على أحد متاجر سلسلة متاجر هايبركور في برشلونة، وتقتل 21 وتصيب 45.
- 27 يونيو – طائرة الرحلة 206 التابعة لشركة الخطوط الجوية الفلبينية، وهي من نوع إتش إس 748، تتحطم قرب مدينة باغيو في الفلبين، ومقتل 50 شخصاً.
- 28 يونيو –
  - الطائرات الحربية العراقية تقصف مدينة سردشت الإيرانية بقنابل غاز الخردل السام، في هجومين منفصلين، على أربع أحياء سكنية. وكانت هذه المرة الأولى التي تستهدف فيها مدينة سكنية بأسلحة كيميائية.
  - حادث انفجار غير عمدي في منطقة تدريب هوهنفيلس العسكرية في ألمانيا الغربية، ومقتل ثلاثة جنود أمريكيين.
- 29 يونيو – رئيس  كوريا الجنوبية روو تاي وو يلقي خطاباً يعد فيه ببرنامج واسع من الإصلاحات الشاملة، وكان هذا نتيجة انتفاضة يونيو الديمقراطية.
- 30 يونيو –  كندا تسك عملة معدنية من فئة الدولار الكندي، وتعرف بلقب «لوني» Loonie.

### يوليو
- 1 يوليو –
  - السوق الأوروبية المشتركة توافق على قانون السوق الأوروبية الموحدة.
  - الرئيس الأمريكي رونالد ريغان يرشح النائب العام السابق روبرت بروك لمنصب قاضي في المحكمة العليا. وقد رفض مجلس الشيوخ هذا الترشيح لاحقاً.
- 3 يوليو – شرطة مانشستر الكبرى تعثر على جثة بولي نريد ذات الستة عشر عاماً من منطقة سادلوورث مور، وذلك بمساعدة قتلتها إيان برادي وميرا هندلي، بعد 24 ساعة بالضبط منذ شوهدت للمرة الأولى.
- 4 يوليو – محكمة في ليون تحكم على عميل الجوستابو السابق كلاوس باربي بالسجن مدى الحياة بعد إدانته بجرائم ضد الإنسانية.
- 11 يوليو –
  - الانتخابات الفدرالية الأسترالية: إعادة انتخاب حكومة حزب العمل بقيادة بوب هوك بأغلبية أكبر، وهزيمة الحزب الليبرالي بقيادة جون هاوارد والحزب الوطني بقيادة إيان سنكلير.
  - تعداد سكان العالم يتخطى الخمسة مليارات نسمة وفق منظمة الأمم المتحدة.
- 15 يوليو – انتهاء الأحكام العرفية في تايوان بعد 38 سنة بدءًا من عام 1949، وهي فترة سيطرة الصين بقيادة نظام الكومينتانغ.
- 17 يوليو – مؤشر داو جونز الصناعي يغلق فوق حاجز 2500 نقطة للمرة الأولى في تاريخه.
- 22 يوليو – إطلاق الرصاص على رسام الكاريكاتور الفلسطيني ناجي العلي في لندن. وسيموت في 28 أغسطس.
- 25 يوليو –
  - افتتاح خط سكة حديد شرق لانكشاير بين بوري ورامسبوتوم في شمال غرب إنجلترا، كسكة حديد تذكارية وتاريخية.
  - وفاة وزير التجارة الأمريكي مالكولم بالدريدج الابن إثر تعرضه لحادثة أثناء ممارسته لعبة الروديو في مزرعةٍ في كاليفورنيا.
- 27 يوليو – المغني البريطاني ريكي أستلي يصدر أغنيته الفردية «لن أتخلى عنك أبداً» Never Gonna Give You Up التي لاقت نجاحاً عالمياً، وتصدرت قائمة أنجح الأغاني لمدة خمسة أسابيع متتالية في المملكة المتحدة، وكانت أكثر أغنية مبيعاُ في ذلك العام. كما تصدرت قائمة أنجح الأغاني في دول أخري منها الولايات المتحدة وألمانيا الغربية.
- 29 يوليو - نهاية حرب إيلام الأولى والتي بدأت في 23 يوليو 1983.
- 31 يوليو –
  - مظاهرات سياسية في مكة قام بها حجيج إيرانيون في أثناء موسم الحج أدت لاشتباكات مع قوات الأمن السعودية مخلفةً 402 قتلى.
  - المملكة إليزابيث الثانية ملكة  المملكة المتحدة تفتتح خط سكة حديد دوكلاندز في لندن، وهو أول خط سكة حديد ذاتي القيادة في  المملكة المتحدة.
  - انطلاق قناة E! باسم «موفي تايم» Movie Time.
  - إعصار من الدرجة الرابعة يدمر شرق مدينة إدمونتون في ولاية ألبرتا الأسترالية. ومقتل 27 شخص وجرح المئات، وتشريد المئات وفقد الكثير لوظائفهم.

### أغسطس
- 4 أغسطس –

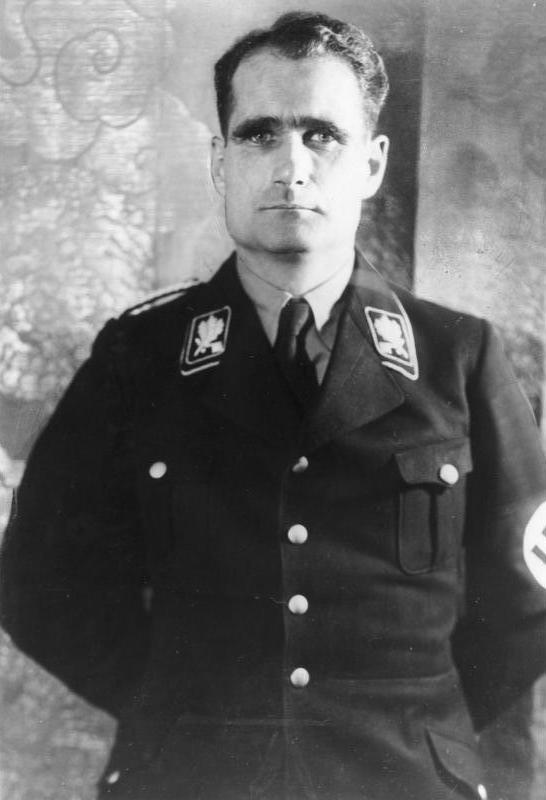
17 أغسطس - انتحار النازي رودلف هس في سجنه في إسبانيا

  - اللجنة العالمية للبيئة والتنمية، والمعروفة أيضاً باسم لجنة برونتلاند، تنشر تقريرها المعنون «مستقبلنا المشترك».
  - هيئة الاتصالات الفدرالية تلغي ما عرف بسياسة العدالة، والذي كان يقضي بأن تعرض محطات التلفاز آراء مختلفة بخصوص القضايا المثيرة للجدل.
- 7 أغسطس –
  - الفرقاطة الكولومبية كالداس تدخل مياه  فنزويلا بالقرب من أرخبيل لوس مونخيس، وتشعل ما يعرف بأزمة الفرقاطة كالداس بين البلدين.
  - الأمريكية لين كوكس تصبح أول إنسان يعبر مضيق بيرنغ سباحةً، من جزيرة ديوميده الصغرى إلى جزيرة ديوميده الكبرى في مدة ساعتين وخمس دقائق.
- 9 أغسطس – مذبحة شارع هودل في أستراليا: جوليان نايت صاحب التسعة عشر عاماً يطلق النار في حالة هياج في ضاحية كليفتون هيل في مدينة ملبورن، ويقتل 7 أشخاص ويجرح 19 قبل أن يستسلم للشرطة.
- 16 أغسطس – طائرة الرحلة 255 التابعة لشركة نورثويست، (وهي من نوع ماكدونل دوغلاس إم دي 82)، تتحطم أثناء إقلاعها من مطار ديترويت في رومولوس غرب مدينة ديترويت في ولاية ميشيغان الأمريكية، وجميع جميع الركاب وعددهم 156 عدا طفلة تبلغ أربع سنوات اسمها سيسيليا سيكان.
- 17 أغسطس – انتحار النازي رودلف هس ميتاً في زنزانته في سجن سبانداو. ويعتقد أن هس الذي كان يبلغ من العمر 93 سنة، قد انتحر بشنق نفسه بسلك كهربائي. وكان آخر المسجونين في ذلك السجن الذي هدم حتى لا يصبح مزاراً للنازيين الجدد.
- 19 أغسطس –
  - مذبحة هانغرفورد: مايكل راين يفتح النار ويقتل 16 شخصاً. وكان هذا أول قتل جماعي بالرصاص في التاريخ البريطاني.
  - تشارلز غلاس مراسل شبكة إيه بي سي نيوز في الشرق الأوسط، يهرب من خاطفيه من جماعة حزب الله في بيروت في  لبنان، بعد 62 يوماً في الأسر.
  - إقرار إمكانية منح النساء «وسام فرسان الرباط» Order of the Garter.
- 23 أغسطس – تنظيم اجتماع هيرفيبارك وهو أول تجمع سياسي غير مصرح به في إستونيا تحت الاحتلال السوفيتي، وذلك في ذكرى معاهدة مولوتوف – ريبنتروب والتي تعرف بالاتفاق الألماني السوفيتي وهي معاهدة عدم الاعتداء بين ألمانيا والاتحاد السوفيتي، والتي تقاسما فيها النفوذ على دول البلطيق وفنلندا وبولندا.
- 31 أغسطس – مغني البوب الأمريكي مايكل جاكسون يصدر سابع ألبوماته «باد» Bad في  الولايات المتحدة.

### سبتمبر

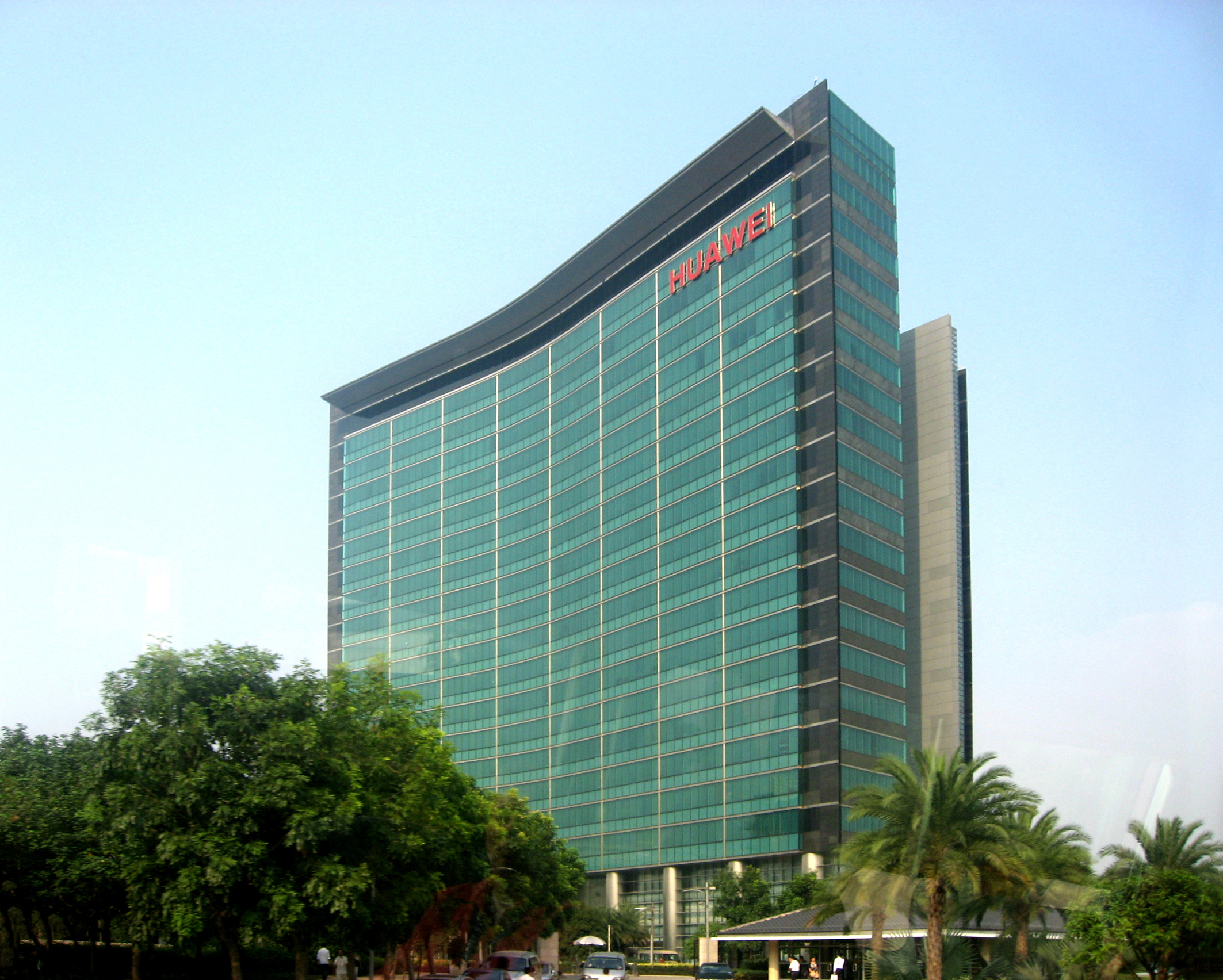
سبتمبر - تأسيس شركة هواوي الصينية

- تأسيس شركة هواوي الصينية صاحبة العلامة التجارية الشهيرة للهواتف الذكية، في مدينة شنجن في  الصين.
- 2 سبتمبر – موسكو: بدء محاكمة الطيار الألماني ماتياس روست ذي التسعة عشر عاماً، والذي هبط بطائرته من نوع سيسنا إلى الميدان الأحمر في شهر مايو الماضي.
- 3 سبتمبر – انقلاب عسكري في بوروندي: الرائد بيير بويويا يطيح بالرئيس جان بابتيست باغازا.
- 7 – 21 سبتمبر – أول مؤتمر في العالم عن الحياة الاصطناعية يعقد في مختبر لوس ألاموس الوطني في  الولايات المتحدة.
- 11 سبتمبر –
  - نهاية حرب تويوتا والتي بدأت في 16 ديسمبر 1986.
  - نهاية الصراع التشادي الليبي والتي بدأت في 1978.
- 13 سبتمبر – حادثة غويانيا الإشعاعية: حادث تلوث إشعاعي في مدينة غويانيا وسط  البرازيل يقتل فيها 4 أشخاص ويجرح 28 شخص، وأكثر من 200 حالة تسمم إشعاعي. وصفته مجلة تايم بأنه أحد أسوأ الكوارث النووية في العالم.
- 15 سبتمبر – البابا يوحنا بولس الثاني يصل إلى مدينة لوس أنجلس الأمريكية في زيارة تستغرق يومين، وهي أول زيارة له للمدينة على الإطلاق، وألقى خطاباً في اليوم الأول وجهه إلى أصحاب صناعة الترفيه في الولايات المتحدة.
- 17 سبتمبر –
  - المبشر التلفزيوني بات روبرتسون يعلن ترشحه للانتخابات الرئاسية لعام 1988 عن الحزب الجمهوري، وسط حملة انتخابية صغيرة في حي هارلم في نيويورك.
  - البابا يوحنا بولس الثاني يصل إلى سان فرانسيسكو في أول زيارة له للمدينة المطلة على الخليج، وقد تبنى العديد من المصابين بمرض الإيدز ومنهم طفل مصاب به عن طريق العدوى، وصرح أن الامتناع عن الجنس المحرم وتعاطي المخدرات هما الوسيلتين الرئيسيتين لتجنب الإصابة.

### أكتوبر

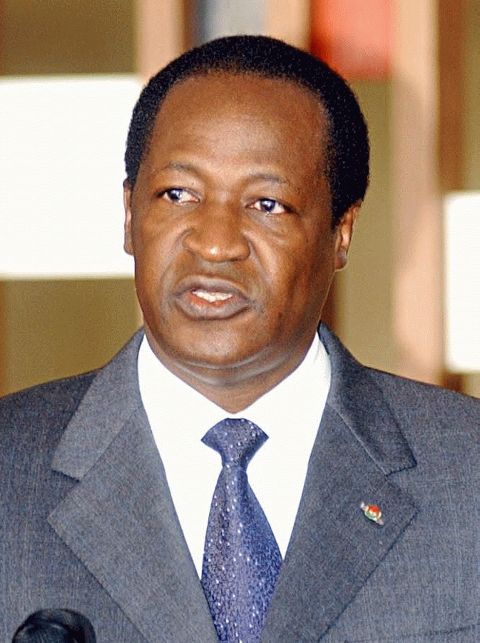
15 أكتوبر - بليز كومباوري يصل للحكم في بوركينا فاسو بانقلاب عسكري

- التوصل إلى الاتفاق حول «اتفاق التجارة الحرة بين الولايات المتحدة وكندا»، والذي تطلب عدة تعديلات. ويعتبر الاتفاق هو أساس لاتفاق «نافتا» وهو اتفاق التجارة الحرة في أمريكا الشمالية.
- 7 أكتوبر – القوميون السيخ يعلنون استقلال منطقة خاليستان عن الهند.
- 11 أكتوبر – أول احتفال بيوم الخروج الوطني National Coming Out Day ينظم في ذكرى المسيرة الوطنية في واشنطن من أجل حقوق المثليين.
- 14 – 16 أكتوبر – انشغال وصدمة في الولايات المتحدة بسبب حادثة سقوط اسمها جيسيكا ماكلور في بئر، في ميدلاند في ولاية تكساس، وتم إنقاذ الطفلة في عملية إنقاذ استغرقت 56 ساعة. واستقبلها الرئيس الأمريكي جورج بوش الأب بعد سنتين في عام 1989 في البيت الأبيض.
- 15 أكتوبر – انقلاب عسكري في  بوركينا فاسو: ينفذه بليز كومباوري ويطيح بالرئيس توماس سانكارا.
- 15 – 16 أكتوبر – العاصفة الكبرى 1987: رياح عاتية تضرب معظم مناطق جنوب إنجلترا وتقتل 23 شخصاً.
- 19 أكتوبر –
  - الاثنين الأسود: أسواق الأسهم تتهاوي بحدة في بورصة وول ستريت وحول العالم.
  - سفن حربية أمريكية تدمر منصتي نفط إيرانيتين في الخليج العربي.
  - اصطدام قطارين إلكترونيين في ضواحي جاكرتا في إندونيسيا ومقتل 102 شخص.
- 22 أكتوبر – طيار الطائرة الحربية البريطانية من طراز بريتش إيروسبيس هارير 2 يقذف نفسه بمقعد الطيار بطريق الخطأ. وتستمر الطائرة في التحليق حتى ينفذ منها الوقود وتتحطم في البحر الأيرلندي.
- 23 أكتوبر –
  - الفارس ليستر بيغوت (وهو واحد من أشهر فرسان سباقات الخيول في تاريخ إنجلترا) يُدَان بتهمة التهرب الضريبي ويسجن لمدة ثلاث سنوات.
  - مجلس الشيوخ الأمريكي يرفض المرشح للمحكمة العليا روبرت بورك الذي رشحه الرئيس رونالد ريغان بنتيجة تصويت 58 إلى 42.
- 26 أكتوبر – مؤشر داو جونز الصناعي يهبط بمقدار 156.83 نقطة.

### نوفمبر

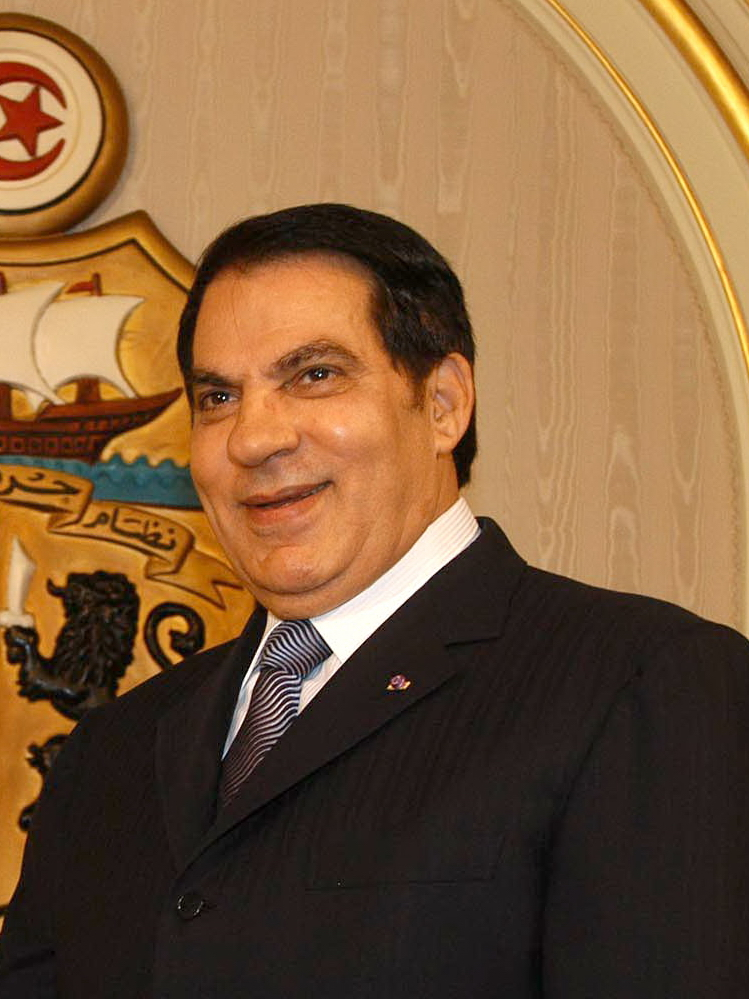
7 نوفمبر - زين العابدين بن علي يتولى رئاسة تونس

- وقوع مذبحة ل (171) فلسطينيا في ليلة واحدة على يد أبو نضال وجماعته في جنوب لبنان بتهمة العمالة للمخابرات الأردنية.[1]
- 1 نوفمبر – قطار ديزل من نوع إنتر سيتي 125 يحطم الرقم القياسي لسرعة قطارات الديزل، ويحقق سرعة 238 كم/ ساعة.
- 7 نوفمبر –
  - تولي زين العابدين بن علي رئاسة الجمهورية التونسية خلفاً للزعيم الحبيب بورقيبة.
  - لين كوكس تسبح بين جزر ديوميده، من جزيرة ديوميده الصغرى الأمريكية إلى جزيرة ديوميده الكبرى السوفيتية.
- 8 نوفمبر – تفجير إنيسكلين: مقتل 12 شخصاً في انفجار قنبلة للجيش الجمهوري الأيرلندي الانفصالي في احتفالات يوم الذكرى (ذكرى انتهاء الحرب العالمية الأولى) في مدينة إنيسكلين.
- 12 نوفمبر – افتتاح أول مطعم من سلسلة كنتاكي الأمريكية في  الصين، في العاصمة بيكين قرب ميدان تيان من الشهير.
- 15 نوفمبر – تمرد العمال في مدينة براشوف في  رومانيا ضد نظام الحكم الشيوعي الذي يرأسه نيكولاي شاوشيسكو.
- 16 نوفمبر – توقيع معاهدة بارلاتينو (البرلمان الأمريكي اللاتيني).
- 17 نوفمبر –
  - قرار إسرائيلي بإبعاد الداعية عبد العزيز عودة عن وطنه ويعتبر هذا أول قرار ابعاد شهده قطاع غزة.
  - موجة تسونامي تضرب خليج ألاسكا.
- 18 نوفمبر –
  - حريق محطة مترو كينغز كروس (وهي إحدى المحطات الرئيسية في مترو أنفاق لندن) يقتل 31 شخصاً ويجرح 100 آخرين.
  - فضيحة إيران كونترا: لجان التحقيق في الكونغرس الأمريكي تصدر تقارير تتهم الرئيس رونالد ريغان بالمسئولية الكاملة عن الفضيحة.
- 22 نوفمبر – مخترقون مجهولون في  الولايات المتحدة يختطفون إشارة بث قناة دابليو جي إن تي في لمدة 20 ثانية، وإشارة بث قناة دابليو تي تي دابليو لمدة 90 ثانية، ويعرضون فيديو غريب لرجل يرتدي قناع الشخصية السينمائية ماكس هيدروم.
- 25 نوفمبر – إعصار نينا من الدرجة الخامسة تضرب  الفلبين برياح بلغت سرعتها 265 كم/ ساعة، وموجات بحرية عاتية سببت قدراً كبيراً من الدمار، ومقتل 1036 شخص.
- 28 نوفمبر – طائرة الرحلة 295 التابعة للخطوط الجوية لجنوب أفريقيا تتحطم في المحيط الهندي أمام سواحل موريشيوس بسبب حريق نشب في قسم البضائع، وموت 159 شخصاً.
- 29 نوفمبر – طائرة الرحلة 858 التابعة لشركة طيران كوريان إير، تنفجر فوق بحر أندامان بقنبلة زرعها عملاء  كوريا الشمالية ومقتل 115 شخص.

### ديسمبر

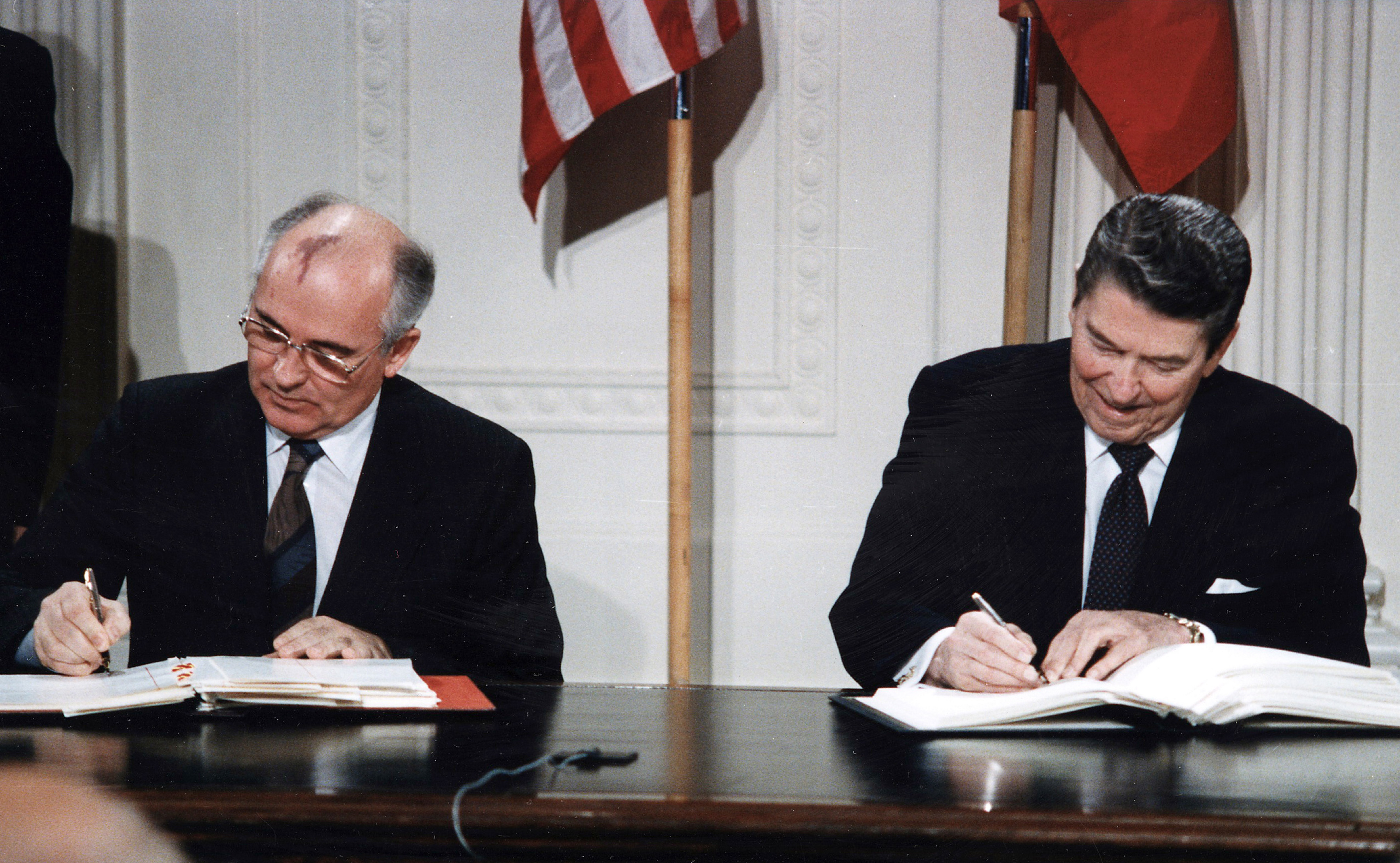
8 ديسمبر - رونالد ريغان وميخائيل غورباتشوف يوقعان معاهدة الحد من الأسلحة النووية متوسطة المدى

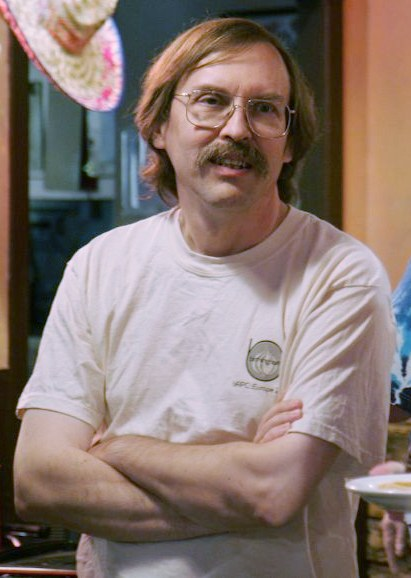
18 ديسمبر - الأمريكي لاري وول يبتكر لغة البرمجة بيرل

- إدراة الغذاء والدواء الأمريكية تصدق على استخدام دواء فلوكسيتين Fluoxetine واسمه التجاري بروزاك، وهو دواء مضاد للاكتئاب.
- 1 ديسمبر –
  - وكالة الفضاء الأمريكية ناسا تعلن أسماء أربع شركات فازت بعقود للمساهمة في بناء محطة الفضاء فريدوم: بوينغ إيروسبيس، جنرال إلكتريك (قسم الفضاء)، ماكدونل دوغلاس، روكيتداين (قسم روكويل).
  - كوينزلاند: استقالة رئيس الوزراء جو بيلكه بيترسن بعد ضغط حزبه الحزب الوطني الأسترالي، ويخلفه مايك أهرن، وهو رئيس الوزراء الوحيد لولاية كوينزلاند الذي لم انتخابات للوصول إلى منصبه.
- 2 ديسمبر – قضية مجلة هاسلر ضد فالويل تُنْظَر أمام المحكمة العليا الأمريكية، وفيها انتصرت المحكمة لحرية التعبير ونقد والسخرية من الشخصيات العامة.
- 7 ديسمبر – طائرة الرحلة 1771 التابعة لشركة طيران باسيفيك ساوث إيست إيرلاينز، تتحطم قرب باسو روبلز في ولاية كاليفورنيا، ومقتل 35 شخص، وذلك بعد أن أطلق مسافر غاضب النار على مشرفه السابق في العمل ثم أطلق النار على كلا الطيارين.
- 8 ديسمبر –
  - الصراع الفلسطيني الإسرائيلي: اندلاع الانتفاضة الفلسطينية في قطاع غزة والضفة الغربية.
  - مذبحة شارع كوين ستريت: فرانك فيتكوفتش البالغ من العمر 22 سنة، يقتل 8 أشخاص ويجرح 5 آخرين في مبنى البريد في ملبورن في أستراليا، قبل أن ينتحر بإلقاء نفسه من الطابق الحادي عشر.
  - الرئيس الأمريكي رونالد ريغان والسوفيتي ميخائيل غورباتشوف يوقعان في العاصمة واشنطن على معاهدة الحد من الأسلحة النووية متوسطة المدى والتي انتهى مفعولها عام 2019.
  - كارثة طائرة نادي أليانزا ليما: طائرة من نوع فوكر إف 27 تابعة للبحرية البيروفية، كانت تقل فريق نادي أليانز ليما، تتحطم قرب مدينة فينتانيلا في البيرو ومقتل 43 شخص.
- 9 ديسمبر – الجنرال رحيم الدين خان يتقاعد من الجيش الباكستاني، وكان رئيس لجنة الأركان المشتركة.
- 15 ديسمبر – تأسيس شركة الرسوم المتحركة «برودكشن آي جي» اليابانية على يد ميتسوهيسا إشيكاوا وتاكايوكي غوتو.
- 17 ديسمبر – غوستاف هوساك يستقيل من منصب الأمين العام للحزب الشيوعي في تشيكوسلوفاكيا.
- 18 ديسمبر – لاري وول يبتكر لغة البرمجة بيرل Perl.
- 20 ديسمبر – أسوأ حادثة بحرية في وقت السلم في التاريخ، وقعت حين غرقت عبارة الركاب إم في دونيا باز بعد اصطدامها بناقلة النفط فيكتور وان في مضيق تابلاس في  الفلبين، ومقتل حوالي 4000 شخص.
- 21 ديسمبر –  تركيا: تورغوت أوزال من حزب الوطن الأم التركي يشكل الحكومة الجديدة (وهي الحكومة رقم 46).
- 22 ديسمبر –  زيمبابوي: الحزبان السياسيان زانو وزابو يتوصلان لاتفاق ينهي أحداث العنف في منطقة ماتابيليلاند، والتي عرفت بمذابح غوكوراهوندي.
- 29 ديسمبر – المغنية الأسترالية كيلي مينوغ تحقق شهرة عالمية مع النجاح الدولي لإغنيتها «آي شود بي سو لاكي» I Should Be So Lucky.

### بلا تاريخ محدد
- افتتاح أول متاجر ستاربكس خارج مدينة سياتل، وذلك في فانكوفر وشيكاغو.
- افتتاح مطعم بايس BiCE في مدينة نيويورك الأمريكية.
- المصمم الأمريكي تنكر هاتفيلد يصمم الحذاء نايكي إير ماكس Nike Air Max.
- توماس نول وجون نول يطوران النسخة الأولى من برنامح فوتوشوب.

## مواليد
- سوسن البهيتي
- آدم جونسون
- آرون كارتر
- آرون لينون
- آنا ايفانوفيتش
- آنا تشاكفيتادزه
- أتوميلينغ كهون
- أحمد حواس
- أحمد خيري
- أحمد ديب
- أحمد عادل عبد المنعم
- أحمد عبد الغفور
- أدام بوغدان
- أدام زالاي
- أدريان لوبيز رودريغيز
- أرتورو فيدال
- أردا توران
- أسمير بيغوفيتش
- أسيير أرانز مارتين
- ألبيرتو لورا راموس
- ألكسندر باوميوهان
- ألي سيسوكو
- ألياندرو روسي
- أليس نورين
- أليسيو تشيرشي
- أليسيو مانزوني
- أليكس فروست
- أليكساندر سونغ
- أماوري بيشوف
- أنتوني مونير
- أنتونيو آدان
- أنجيل لويس رودريغيز دياز
- أندريا كونسيلي
- أندرياس بيك
- أندرياس لوثه
- أندي موراي
- أنسي ياكولا
- أنطونيو باراغان
- أنطونيو تشاندريفا
- أولغا بوتشكوفا
- أياهي تاكاغاكي
- إبراهيم صلاح
- إدينسون كافاني
- إروين هوفر
- إساياه أوسبورن
- إشمايل ميلر
- إشيار ديا
- إليانا
- إلين بيج
- إلييرو إليا
- إيتور نونيز
- إيفان بيلود
- إيفان رايتشل وود
- إيفان ماركانو
- إيكسيلنت واللازا
- استيبان غرانيرو
- الحسين كمارا
- انا ايفانوفيتش
- باتريك إبيرت
- باتريك بويل
- باتريك فابيان
- باكر دوغلاس ريكاردو
- باو واو
- بروس دجيتي
- بلايس ماتويدي
- بليك ليفلي
- بن ألنويك
- بن هامر
- بوبكر كيبي
- بول هونتينغتون
- بونغاني كومالو
- بهنام باني
- بيدريتو رودريغز ليديزما
- بيرمين تشفيغلر
- بيير دوكاس
- توماس ديكر
- توماس مانغاني
- توني ستوكس
- تياسي كوني
- تيغوشي يويا
- حجاج العجمي
- جاكسون ميندي
- جايمس سينكلير
- جراح الزهير
- جميل سايحي
- جوان هارتوك
- جورج فريند
- جوسيبي روسي
- جوليان لوبيز دي ليرما
- جون أوبي ميكيل
- جون بوي
- جوناثان بيريرا رودريغيز
- جوناثان هيس
- جوهان سميث
- جوي هارت
- جويل توماس
- جيرارد بيكي
- جيرمي شاردي
- جيريمي بروكي
- جيريمي مينيز
- جيسي مكارتني
- حاتم بن عرفة
- حفصية حرزي
- خافي غارسيا
- خالد الرشيدي
- خلدون إبراهيم
- خوان بابلو بينو
- خوسيه أنجيل كريسبو
- خوسيه توريس
- خوسيه ماريا كاليخون
- خوسيه مانويل فلوريس
- دارا محمد
- دارين زانيار
- دارين غيبسون
- دافيدي أستوري
- دافيدي لانزافامي
- داميان إسكوديرو
- داني غوثري
- دانييلي ديسينا
- دومينيك تشميدت
- دومينيك ماروه
- ديفيد إدغار
- ديفيد نايت
- ديفيد ويتير
- ديميتري باييت
- دينيس أوغو
- راؤول بوباديلا
- رامي عاشور
- ريم عبد الله
- روبرت ميلسوم
- روبيرت أسكوافريسكا
- روبيرت تيتشه
- روبيرتو لوبيز إسكيروز
- روبيك غاسيمي نوباخت
- روستين درينثي
- رولاند لاماه
- رومان بيني
- ريان شوكروس
- ريتشارد ستيرمان
- ريمي ريو
- زابي إتكسيباريا
- زافيير إتكسيتا
- زاك إيفرون
- زدرافكو كوزمانوفيتش
- زوران توسيتش
- زولتان هارساني
- زيزي عادل
- سارة الدريس
- سال زيزو
- سالفاتوري سيريغو
- سامي خضيرة
- ساناي كوباياشي
- سانتياجو جيرالدو
- ساندرو فاغنر
- ساندي بايلوت
- ستيفن أوهالرون
- ستيفن مويوكولو
- ستيفين فليتشر
- سعد عطية
- سكوت دان
- سكوت ديفيز
- سليم بطي
- سليمان نديكومانا
- سمير ناصري
- سنيها يلال
- سيباستيان برودل
- سيباستيان بوينيتش
- سيباستيان غيوفينتشو
- سيد مسعد
- سيروشو
- سيرياك لوفيون
- سيسك فابريغاس
- سيمون كوكس
- شان لونغ
- شاندي أوليا
- صالح الدوسري
- صامويل بوهورز
- صبري رحيل
- طلال العامر
- طلال العامري
- عبد الرحمن السربل
- عبد الرزاق بوكاري
- عبد الله الزوري
- عبد الله الطراروة
- عصام ياسين
- علاء عبد الزهرة
- علاء وردي
- علي المشموم
- علي زين
- عمر سيسوكو
- عمرو عادل
- غونزالو كاسترو
- غويكو كاتشار
- فابريسيو أغوستو راميريز
- فابيان جونسون
- فابيان ليموين
- فابيو فونيني
- فابيو كيرافولو
- فاتون توسكي
- فاكوندو رونكاليا
- فالديت راما
- فايتور هوجو غوميز باسوس
- فرانك سونغو
- فرايزر كامبل
- فريزر كامبل
- فيتالي دينيسوف
- فيتورينو أنتونيس
- فيديريكو ديونيزي
- فيكتور سانتشيز ماتا
- فيكتور نسوفور أوبينا
- فيليب غوميز
- فيليكس روث
- فينسينت موراتوري
- كارلوس ادواردو
- كرار جاسم
- كريس جايمس
- كريس مالونغا
- كريس مكان
- كريم بن زيما
- كلاوديا سيسلا
- كليفورد مولينغا
- كليمينت شانتوم
- كليمينس فالتش
- كورتس أوسانو
- كيشا
- كيفن برينس بواتينغ
- كيفن جوناس
- كيفن غاميرو
- كيفن ميرالاس
- كيل ريد
- كيلي بيرفيلي
- كيلي كيلي
- لادجي باديان
- لاريس مابيالا
- لاكدار بوساها
- لوك ريمي
- لوكا أنتونيلي
- لوكاس ليفا
- لويجي فيتالي
- لويس سواريز
- لويس غوستافو دياز
- لويس موران
- ليونيل ميسي
- لي مارتن
- لي مين هو
- ليوناردو بونوكي
- محمد المشعان
- ماثياس تشفارز
- ماجد هزازي
- مارتن هارنيك
- مارتين باتيرسون
- مارتين فينين
- مارسيل هوتيكه
- مارسيلو مورينو
- مارفين هيتز
- مارك نوبل
- [وضح من هو المقصود ؟]* ماركو روسي (مواليد 1987)
- ماركوس دينيز
- ماركوس غارسيا بارينو
- ماركيل سوسيتا
- ماريا شارابوفا
- ماريك هامشيك
- ماريو سواريز ماتا
- ماكسيم جوس
- مامي بيرام ضيوف
- ماودومالك فاي
- ماورو زاراتي
- مبارك البلوشي
- محمد أمين الشرميطي
- محمد البيشي
- محمد ديامي
- محمد راشد الفضلي
- محمد سمير
- محمد عبد القدوس (ممثل)
- مرزوق زكي
- مروان فيلايني
- مصطفى كريم
- مكدونالد ماريغا
- مها عبد الله
- موديبو دياكيتي
- مورتين ينسين
- مولود إردينغ
- ميتشيهيرو ياسودا
- ميركو غوادالوبي
- ميكا بورم
- ميكال بازدان
- مينه لي
- ناصر بن حمد آل خليفة
- نورالدين أمرابط
- نور الشيخ
- نوزومي تسوجي
- نوفاك دوكوفيتش
- نيكولا بيلمونتي
- نيمانيا بييتشينوفيتش
- نيناد توموفيتش
- هاو جونمين
- هيلاري داف
- هيلي وستنرا
- وارين جاكموت
- واين هينيسي
- ويلي أوبوميانغ
- ياروسلاو فوجوت
- ياسين أوزتيكين
- يان شيميونيك
- يوزيب تاديتش
- يوهان بن علوان
- يوهان دجورو
- يوهان فلوم

### يناير
- 21 يناير - عايدة الحاج علي، سياسية سويدية.

### مارس
- 12 مارس - أحمد سسناقرة، عسكري في حركة فتح فلسطيني

### مايو
- 3 مايو - داملا سونمز، ممثلة تركية[2]

### أكتوبر
- 8 أكتوبر - أيا هيرانو، ممثلة أداء صوتي يابانية.

### نوفمبر
- 11 نوفمبر - تيقوشي يويا، مغني وممثل ياباني.
- 11 نوفمبر - ليان زيمبلر، مهندسة معمارية أمريكية.

### ديسمبر
- 6 ديسمبر - نبيلة معان، مغنية وشاعرة مغربية.

## وفيات

### مارس
- 22 مارس - غوستافا آينر، إحاثية نمساوية.

### أبريل
- 15 أبريل - بيتر بنجامين غراهام، رسام أسترالي.

## جوائز عالمية

### جائزة نوبل
- في الفيزياء – الألماني يوهانس بيدنورتز والسويسري كارل مولر.
- في الكيمياء – بين الفرنسي جون ماري لين والأمريكيان دونالد كرام وتشارلز بيدرسن.
- في الطب – الياباني تونيغاوا سوسومو.
- في الأدب – الأمريكي يوسف برودسكي.
- في السلام – الكوستاريكي أوسكار آرياس سانشيز.
- في الاقتصاد – الأمريكي روبرت سولو.

### جائزة الملك فيصل العالمية
- في خدمة الإسلام – النيجيري أبو بكر جومي.
- في الدراسات الإسلامية – لم تمنح.
- في اللغة العربية والأدب – لم تمنح.
- في الطب – البريطاني باري جونز.
- في العلوم – البريطاني مايكل عطية.